# 圣马丹德萨朗
圣马丹德萨朗（法語：Saint-Martin-de-Sallen，發音：[sɛ̃ maʁtɛ̃ də salɑ̃]）是法国卡尔瓦多斯省的一个旧市镇，属于卡昂区。2016年1月1日，圣马丹德萨朗与临近的4个市镇合并为新市镇勒奥姆（后更名为“蒂里阿库尔勒奥姆”），并成为了勒奥姆的委派市镇。

## 地名
法语人名在日常人名译名以及《世界人名翻譯大辭典》、《法语姓名译名手册》等主流人名译名类书籍资料中多译作“马丁”，不过在《世界地名翻译大辞典》、《世界地名译名词典》和《法国地图册》等主流地名译名类书籍资料中多译作“马丹”。

## 地理
圣马丹德萨朗（48°58'1"N, 0°31'20"W）面积18.1 平方千米，位于法国诺曼底大区卡爾瓦多斯省，该省份为法国西北部沿海省份，北濒大西洋英吉利海峡，东北与滨海塞纳省以海上边界相接，东临厄尔省，南至奧恩省，西与芒什省接壤。
与圣马丹德萨朗接壤的市镇（或旧市镇、城区）包括：康庞德雷-瓦尔孔格兰、奥恩河畔科蒙、科维尔、屈莱勒帕特里、奥恩河畔屈尔西、埃松、阿马尔、圣雷米、蒂里阿库尔。
圣马丹德萨朗的时区为UTC+01:00、UTC+02:00（夏令时）。

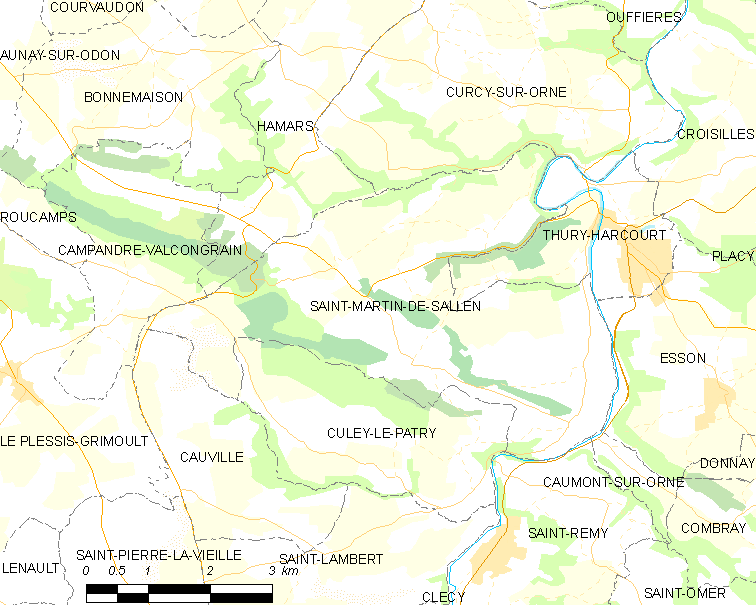
圣马丹德萨朗的OSM定位图

## 行政
圣马丹德萨朗的邮政编码为14220，INSEE市镇编码为14628。

## 政治
圣马丹德萨朗所属的省级选区为勒奥姆县。

## 人口

1962-2008年间圣马丹德萨朗人口变化图示

圣马丹德萨朗于2018年1月1日时的人口数量为620人。